# Ник Моран
Никълъс Джеймс Моран (на английски: Nicholas James Moran) е английски актьор.

## Биография
Роден е на 23 декември 1969 година в Лондон в работническо семейство. Започва да се снима в киното от края на 80-те години и придобива известност с участието си в „Две димящи дула“ („Lock, Stock and Two Smoking Barrels“, 1998), последван от филми като „Christie Malry's Own Double-Entry“ (2000), „Хари Потър и Даровете на Смъртта: Първа част“ („Harry Potter and the Deathly Hallows – Part 1“, 2010), „Хари Потър и Даровете на Смъртта: Втора част“ („Harry Potter and the Deathly Hallows – Part 2“, 2011).